# 𝼓
𝼓, appelé l sanglé hameçon palatal ou l sanglé crochet palatal, est une lettre latine utilisée auparavant dans l'alphabet phonétique international, rendu obsolète en 1989, lors de la convention de Kiel.

## Utilisation
La lettre 𝼓 était utilisée pour représenter une consonne fricative latérale alvéolaire sourde palatalisée, officiellement adopté dans l’alphabet phonétique international en 1928 lorsque le crochet palatal est adopté pour représenter la palatalisation.
Après 1989, la lettre est remplacée par [ɬʲ], la palatalisation étant délors indiquée à l’aide de la lettre j en exposant au lieu de l'hameçon palatal.
Clement Martyn Doke avait auparavant déjà utilisé 𝼓 pour une consonne fricative latérale alvéolaire sourde palatalisée dans une description phonétique du zoulou en 1926. Le symbole a aussi été utilisé par Jorge A. Suárez dans une description du chontal de la côte.

## Représentations informatiques
L’l sanglé crochet palatal peut être représenté avec les caractères Unicode suivants : 
- composé (Latin étendu-G) :

| formes    | représentations | chaînes de caractères | points de code | descriptions                                     |
| --------- | --------------- | --------------------- | -------------- | ------------------------------------------------ |
| minuscule | 𝼓               | 𝼓                     | U+1DF13        | lettre minuscule latine l sanglé crochet palatal |

- avant l’ajout de U+1DF13 à Unicode 14 en 2021, décomposé (Alphabet phonétique international, diacritiques)

| formes    | représentations | chaînes de caractères | points de code | descriptions                                                 |
| --------- | --------------- | --------------------- | -------------- | ------------------------------------------------------------ |
| minuscule | ɬ̡               | ɬ◌̡                    | U+026C U+0321  | lettre minuscule latine l sanglé diacritique crochet palatal |